# دراعة
الدُرّاعة هي لباس احتفالي كان يرتديه البلاط العباسي منذ عهد الخليفة المنصور (754-775) حتى استبدلت بالقباء الأقصر في منتصف القرن التاسع الميلادي. كان لونها أسود - اللون الرسمي للسلالة العباسية - ومغلقة من الأمام بأزرار. إن استخدامها ملابس للمسؤولين المدنيين والعسكريين منحها مكانة كبيرة، ولكن المسؤولين المتدينين لم يرتدوها بل ارتدوا الطيلسان بدلاً من ذلك.